# Ambassade du Canada en Belgique
L'ambassade du Canada en Belgique est la représentation diplomatique du Canada en Belgique et au Luxembourg. Ses bureaux sont situés sur l'avenue des Arts, dans la capitale belge Bruxelles.

## Mission
Cette ambassade est responsable des relations entre la Belgique et le Canada et offre des services aux Canadiens en sol belge. Sa mission s'étend aussi au Luxembourg, où se trouve un consulat.

## Historique
Les relations diplomatiques entre le Canada et le royaume de Belgique sont établies le 3 janvier 1939. Une légation est créée le 4 février 1939.

## Ambassadeurs
Cette représentation diplomatique canadienne est dirigée par un chef de mission qui porte le titre de :
- Envoyé extraordinaire et ministre plénipotentiaire (1938 à 1944) ;
- Ambassadeur extraordinaire et plénipotentiaire (depuis 1944).

| #   | Nom                                | Titre   | Nomination        | Lettres de créance | Fin de l'affectation |
| --- | ---------------------------------- | ------- | ----------------- | ------------------ | -------------------- |
| 1er | Jean Désy                          | EEMP    | 22 décembre 1938  | 4 février 1939     | 31 octobre 1940      |
| 2e  | Pierre Dupuy                       | CA int. | 31 octobre 1940   | -                  | 26 octobre 1942      |
| 3e  | Georges Vanier                     | EEMP    | 5 novembre 1942   | 9 avril 1943       | 2 septembre 1944     |
| -   | Pierre Dupuy                       | CA int. | 30 décembre 1943  | -                  | 8 septembre 1944     |
| 4e  | Thomas Archibald Stone             | CA int. | 8 septembre 1944  | -                  | 16 janvier 1945      |
| 5e  | William Ferdinand Alphonse Turgeon | AEP     | 3 octobre 1944    | 16 janvier 1945    | 21 janvier 1947      |
| 6e  | Victor Doré                        | AEP     | 31 octobre 1946   | 21 janvier 1947    | 12 juin 1950         |
| 7e  | Maurice Arthur Pope                | AEP     | 12 juillet 1950   | 3 août 1950        | 26 novembre 1953     |
| 8e  | Charles Pierre Hébert              | AEP     | 21 octobre 1953   | 14 janvier 1954    | 14 décembre 1958     |
| 9e  | Sydney David Pierce                | AEP     | 2 octobre 1958    | 1959               | 31 octobre 1965      |
| 10e | Paul Tremblay                      | AEP     | 14 avril 1966     | 21 juin 1966       | 16 février 1970      |
| 11e | James Coningsby Langley            | AEP     | 10 décembre 1970  | 17 décembre 1970   | 1er mars 1973        |
| 12e | Jules Léger                        | AEP     | 1er mars 1973     | 1er mars 1973      | 8 janvier 1974       |
| 13e | Jean-Yves Grenon                   | CA int. | décembre 1973     | -                  | 12 juillet 1974      |
| 14e | Lucien Lamoureux                   | AEP     | 10 juin 1974      | 12 juillet 1974    | 14 septembre 1980    |
| 15e | D'Iberville Fortier                | AEP     | 10 juillet 1980   | 7 octobre 1980     | 3 août 1984          |
| 16e | Maxwell Yalden                     | AEP     | 31 août 1984      | 30 octobre 1984    | 6 novembre 1987      |
| 17e | Jacques J.A. Asselin               | AEP     | 3 décembre 1987   | 14 janvier 1988    | 20 juillet 1991      |
| 18e | Raymond Chrétien                   | AEP     | 23 septembre 1991 | 16 décembre 1991   | 21 janvier 1994      |
| 19e | Jean-Paul Hubert                   | AEP     | 12 juillet 1994   | 14 juillet 1994    | 24 juillet 1998      |
| 20e | Claude Laverdure                   | AEP     | 4 août 1998       | 6 octobre 1998     | 2 août 2000          |
| 21e | Jacques Bilodeau                   | AEP     | 26 juillet 2000   | 27 septembre 2000  | 14 juillet 2004      |
| 22e | John McNee                         | AEP     | 9 août 2004       | 12 octobre 2004    | 26 mai 2006          |
| 23e | Laurette Glasgow                   | AEP     | 20 septembre 2006 | 25 octobre 2006    | 29 août 2008         |
| 24e | Louis de Lorimier                  | AEP     | 2 septembre 2008  | 10 décembre 2008   | 12 septembre 2012    |
| 25e | Denis Robert                       | AEP     | 15 août 2012      | 17 octobre 2012    | 30 août 2016         |
| 26e | Olivier Nicoloff                   | AEP     | 18 juillet 2016   | 16 novembre 2016   | octobre 2020         |
| 27e | Alain Gendron                      | AEP     | 29 octobre 2020   | 13 janvier 2021    |                      |